# Everything Must Go (Steely Dan)
Everything Must Go è il nono album discografico in studio del gruppo musicale statunitense degli Steely Dan, pubblicato nel 2003.

## Tracce
Tutti i brani sono stati composti da Walter Becker e Donald Fagen.
1. The Last Mall – 3:36
2. Things I Miss the Most – 3:59
3. Blues Beach – 4:29
4. Godwhacker – 4:57
5. Slang of Ages – 4:15
6. Green Book – 5:55
7. Pixeleen – 4:01
8. Lunch with Gina – 4:27
9. Everything Must Go – 6:45